# Beatband

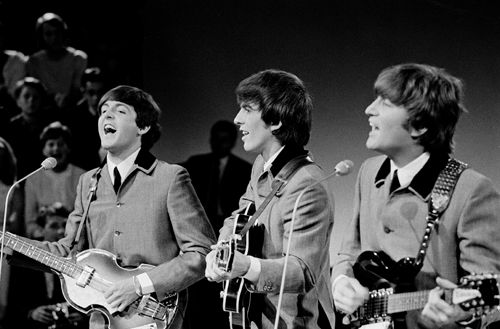
Paul McCartney, George Harrison, John Lennon waren mit ihrer Band Beatles eine der berühmtesten Beatbands, 1964

Eine Beatband (oder Beatgruppe) ist eine Band, die ganz oder überwiegend Beatmusik spielt.

## Entstehungsgeschichte
Zu den frühen Beatbands gehörten Tommy Steele & the Steelmen, deren am 24. September 1956 aufgenommener Titel Rock With the Cavemen – geschrieben von Lionel Bart – als frühes Beispiel der Beatmusik angesehen werden kann. Die Besetzungsstruktur der Band ähnelte bereits späteren Beatbands, nämlich Ronnie Scott (Tenorsaxophon), unbekannter Gitarrist, Dave Lee (Piano), Major Holly (Benny Green?; Kontrabass mit Slaptechnik) und Kirk Dunning (Schlagzeug). Aufgenommen im Decca-Studio 3 in Hampstead, gelangte die Single nach Veröffentlichung im Oktober 1956 bis auf Rang 13 der britischen Hitparade. Steele war in der 2 I’s Coffee Bar im Londoner Stadtteil Soho entdeckt worden, genau wie die erste britische Beatband mit nachhaltigem Erfolg. Es handelte sich um die Begleitgruppe von Cliff Richard, die Shadows (damals noch Drifters). Ihre Besetzung bestand anfangs aus Ernie Shear (Leadgitarre), Ian Samwell (Rhythmusgitarre), Frank Clarke (Kontrabass) und Terry Smart (Schlagzeug). Diese einer Beatband vollständig entsprechende instrumentale Besetzung nahm unter Norrie Paramor in den Abbey Road Studios am 24. Juli 1958 den Titel Move it auf, der nach Veröffentlichung am 29. August 1958 bis auf Rang zwei der Charts vordrang. Der Weg war nun geebnet für weitere britische Beatbands, die sich aus den Metropolen London, Liverpool oder Manchester rekrutierten. Im Mutterland der Beatbands bevorzugte man den Begriff „beat groups“. Ihre Musikstile ließen sich regional untergliedern in Mersey Sound oder Manchester Sound.

## Verbreitung nach Europa
Ersichtlich erstmals in den Medien wurde das Wort „beat music“ am 6. Juli 1961 von der Erstausgabe der Musik-Zeitschrift „Mersey Beat – Britain’s Leading Beat Paper“ benutzt. In der Region um Liverpool gab es zu jener Zeit über 400 Beatbands. Ihre Vorbilder waren die britische Skiffle-Musik, aber auch Einflüsse aus amerikanischem Blues, Rhythm & Blues und Rock & Roll. Diese Mischung wurde von britischen Musikproduzenten geglättet aufgenommen. An der Verbreitung der Beatbands konnte auch eine Fehlentscheidung des Decca-A&R-Chefs Dick Rowe nichts ändern, als er am 6. Februar 1962 dem Beatles-Manager Brian Epstein mitteilte: „Groups are out: four-piece groups with guitars are particularly finished“ („Gruppen sind aus der Mode gekommen: besonders vierköpfige Gruppen mit Gitarren sind am Ende“). Der BBC war die Beatmusik willkommen, und sie übernahm diesen Musikstil, um die zunehmende Amerikanisierung der Hitparade zu begrenzen. Damit war auch der britische Soldatensender BFBS Radio Germany in der Lage, die Beatmusik zu verbreiten, denn er übernahm Sendungen wie Saturday Club mit Brian Matthew, bei dem Beatbands live spielten, von der BBC. Durch Radio Luxemburg, Piratensender und den Star-Club wurde die „Beatwelle“ akustisch auch nach Deutschland importiert.
Noch im März 1964 wurden in Deutschland Beatbands als rein britisches Phänomen gesehen. Der Spiegel benutzte den Begriff Beatband ersichtlich erstmals im Jahre 1965, als er über ein Konzert der Pretty Things berichtete. Mit dem Beat Club kamen Beatbands in deutsche Wohnzimmer. Die erste Folge vom 25. September 1965 stellte The Liverbirds, eine Girlgroup aus Liverpool, vor. Erste national bekannte Beatgruppen waren The Rattles, The Lords, Petards oder German Bonds. In der tonangebenden Sendung Beat Club waren deutsche Beatgruppen aus pragmatischen und programmatischen Gründen bald schon nicht mehr vertreten. Der Intendant von Radio Bremen TV, Heinz Kerneck, hatte für den Beat Club am 8. November 1965 folgende Ziele vorgegeben:
1. Es kommt auf die Qualität der Musik und nicht deren Nationalität an,
2. deutsche Beatbands sind meist Nachfolger angelsächsischer Vorgänger,
3. Beatmusik ist eine internationale Angelegenheit,
4. Maßstab der gesendeten Musik sind insbesondere die Hitparaden.[5]

Deutsche Beatgruppen produzierten nach Ansicht des Regisseurs Michael Leckebusch „höchstens zweitrangige Titel oder so genannte Nachzieher von Titeln ausländischer Bands.“ In Deutschland wurde die Beatmusik mit dem Attribut „laut“ verbunden, weil sie den typischen deutschen Schlager übertönte – häufig wegen der benutzten elektrischen Verstärker und der Betonung des Schlagzeugs. In den Printmedien erhielten die Beatgruppen eine Plattform in kurzlebigen Teen-Magazinen wie The Star Club-News (1964–1965), OK (1965–1967) und Musikparade (1965–1967), anfangs weniger in Bravo. Der einzige deutsche Beatmusik-Film, Hurra, die Rattles kommen! hatte am 11. Februar 1966 Premiere. Der schwache Film zeigte die Beatband bei ihren Auftritten in Kopenhagen. In Berlin soll es 1966 etwa 300 Beatbands gegeben haben. Von den deutschen Beatbands gelang nur den Rattles und insbesondere den Lords der Sprung in die Top 20 der deutschen Hitparade.

## Verbreitung in Nordamerika
Britische Beatgruppen waren in Nordamerika äußerst erfolgreich und überlagerten teilweise amerikanische Musikstile. Ihr Sound war nicht radikal anders als etwa der der Beach Boys. Die Coverversionen der Beatles vom Rock & Roll, Rhythm & Blues und dem Motown Sound wurden in Nordamerika als Ehrung verstanden und nicht als kommerziell motivierte Versionen. In den Medien war von „British Invasion“ oder „British Beat“ die Rede, denn nicht nur Beatles und Rolling Stones, gerade auch sekundäre Beatgruppen wie Dave Clark Five, Hollies, Searchers, Manfred Mann oder Herman’s Hermits stürmten die US-Hitparade. Erst 1966 wurde mit den Monkees eine amerikanische Gruppe aus der Retorte gehoben, die ein Gegengewicht zu den Beatles ermöglichte. Durch die ab 1966 zunehmende amerikanische Rockmusik wurden die Beatmusik und die Beatbands verdrängt; seither dominieren Rockbands.

## Musikalische Grundlagen
Die klassische Beatband setzte sich aus einer Melodiegruppe wie Leadgitarre (manchmal Keyboards) und Gesang sowie der Rhythmussektion (Rhythmusgitarre, Bassgitarre und Schlagzeug) zusammen. Der Gesang wird von instrumentenspielenden Mitgliedern oder einem bloßen Sänger übernommen. Namensgebend für die Beatband waren die meist laut im Vordergrund gespielten metrischen Grundschläge („Beat“) und deren Achtelteilungen, die eine treibende Motorik zur Folge hatten. Ein Gegenakzent („after beat“) auf den zweiten und vierten Takt sorgte für Spannung. Rhythmusgitarren wurden akkordisch bedient, Bassgitarren lieferten eine einfache Stufenprogression, der Gesang war häufig im Close-harmony-Stil. Formal waren ein zwölftaktiges Bluesschema, 4/4-Takt und zwei- bis dreitaktige Liedform die Hauptmerkmale der Beatmusik.